# Антоніо Муньос Моліна
Анто́ніо Му́ньос Молі́на (ісп. Antonio Muñoz Molina; нар. 10 січня 1956, Убеда) — іспанський письменник.

## Біографія
Закінчив салезіанську школу, потім — мистецтвознавчий факультет Гранадського університету. Займався журналістикою, вів літературну хроніку. Перший роман опублікував у 1986 році . Виступає також як есеїст. Очолює відділення Інституту Сервантеса в Нью-Йорку .
Одружений із письменницею Ельвірою Ліндо .

## Творчість
У своїх романах часто звертається до минулого — як біографічного, так і історичного (Громадянська війна в Іспанії та інше). При цьому активно використовує поетику масових жанрів мистецтва — гостросюжетного роману, «чорного» фільму і ін.

## Твори
- 1986 — Beatus Ille
- 1987 — Зима в Лісабоні / El invierno en Lisboa, Премія критики, Національна премія з прози
- 1988 — Інші життя / Las otras vidas, новели.
- 1989 — Бельтенéброс / Beltenebros (екранізований Пілар Міро в 1991)
- 1991 — Польський вершник / El jinete polaco, Національна премія з прози, премія видавництва «Планета» (екранізований; рос. переклад — 2006)
- 1992 — Мадридські таємниці / Los misterios de Madrid
- 1993 — Nada del otro mundo, новели
- 1994 — Хранитель секрету / El dueño del secreto
- 1995 — Ardor guerrero
- 1997 — Місяць уповні / Plenilunio (екранізований Іманолом Урібе, 1999 ; премія Феміна за кращу іноземну книгу)
- 1998 — Жертовний пагорб / La colina de los sacrificios
- 1999 — Carlota Fainberg
- 2000 — En ausencia de Blanca
- 2001 — Сефарад / Sefarad
- 2003 — El Salvador
- 2005 — Одержима / La poseída
- 2006 — Місячний вітер / El viento de la Luna
- 2007 — Días de diario
- 2009 — Ніч часів / La noche de los tiempos (премія Жана Моне з європейської літератури, Середземноморська премія, обидві — Франція)
- 2013 — Все, що було непорушним / Todo lo que era sólido (есе про сучасну політику і культуру,  [Архівовано 20 вересня 2019 у Wayback Machine.])

## Визнання
Член Іспанської Королівської академії (1996). Почесний професор Хаенского університету (2007), Брандейського університету (2010). Єрусалимської премії (2013), Премія принца Астурійського (2013).
Книги письменника перекладені багатьма мовами світу, включаючи турецьку і корейську. 1997 року в університеті Невшателя пройшов міжнародний колоквіум, присвячений його творчості (див .:  [Архівовано 20 вересня 2019 у Wayback Machine.]).